# Stanisław Jóźwiak (1900–1977)
Stanisław Jóźwiak pseud. Tomasz, Henryk, Staś (ur. 18 kwietnia 1900 w Koszanowie, zm. 17 września 1977 w Śmiglu) – górnik, działacz komunistyczny i związkowy.

## Życiorys
Skończył 3 klasy szkoły podstawowej i został parobkiem u rolnika, a w styczniu 1917 został robotnikiem i pracował w Berlinie w fabrykach. VII 1918 wcielony do niemieckiej armii, w której służył do XI 1918. I 1919 - VIII 1921 służył w 5 pułku ułanów w Poznaniu, po zwolnieniu z wojska był górnikiem w kopalni węgla "Grodziec" k. Będzina. Działacz Związku Zawodowego Górników (ZZG) i uczestnik strajków w kopalni, od stycznia 1925 w Związku Młodzieży Polskiej (ZMK, od 1930 KZMP), od maja 1925 w KPP. Technik okręgowy KPP IV-X 1926, następnie został aresztowany i w marcu 1927 skazany na 4 lata więzienia z zaliczeniem aresztu śledczego. X 1930 zwolniony z więzienia w Piotrkowie, po czym przeszedł specjalne szkolenie partyjne i został łącznikiem KC KPP na okręg Poznań i Grudziądz (1932–1935). Od 1935 do września 1939 był wytwórcą koszyków w rodzinnej wsi, później robotnikiem w Śmiglu, a XI 1942 został wywieziony na przymusowe roboty do Niemiec i pracował w Finlandii i Norwegii przy budowie szos. 
XII 1945 wrócił do kraju i ponownie wyrabiał koszyki w rodzinnej wsi, a I 1946 wstąpił do PPR. Brał aktywny udział w organizowaniu "władzy ludowej" w powiecie kościańskim i w przygotowywaniu referendum 1946 i wyborów do Sejmu Ustawodawczego 1947. Od VIII 1948 magazynier w Gminnej Spółdzielni "Samopomoc Chłopska" w Śmiglu. Od XI 1948 wójt, potem przewodniczący Prezydium Gminnej Rady Narodowej (GRN) w Czempiniu. Był delegatem na I Zjazd PZPR w grudniu 1948. Członek Komitetu Gminnego (KG) PZPR w Czempiniu, Komitetu Powiatowego (KP) i egzekutywy KP PZPR w Kościanie oraz Komitetu Wojewódzkiego (KW) w Poznaniu. 
Był odznaczony m.in. Krzyżem Komandorskim Orderu Odrodzenia Polski.